# Oesterbehringen
Oesterbehringen eine ehemalige Gemeinde in Thüringen, die heute den östlichen Teil des Ortsteiles Behringen der Gemeinde Hörselberg-Hainich im Wartburgkreis bildet.

## Lage
Am äußersten Südwestrand des Thüringer Beckens liegend befindet sich Oesterbehringen als östlicher Teil Behringens. Westlich schließt sich Großenbehringen an; beide Siedlungskerne sind miteinander verwachsen. Die Bundesstraße 84 verläuft durch den Ort, nach Süden zweigt die Landstraße 1029 ab, die den Ort mit Friedrichswerth verbindet.

## Geschichte
Am 1. Juni 932 wurde Oesterbehringen erstmals urkundlich genannt. Seit dem Ende des 13. Jahrhunderts bis nach dem Abschluss der Säkularisation der Klostergüter im 16. Jahrhundert kam es unter den Wettinern zur Schaffung einer Landesverwaltung und Einrichtung von Amtsbezirken. Hierbei gingen die Behringen-Orte nördlich der Nesse an das Amt Gotha, sie gelangten zugleich mehrheitlich als Adelsorte in die direkte Verwaltung der Landadelsfamilie von Wangenheim (Wangenheimsches Gericht).
Die Kirche wurde 1689–92 erbaut.
Am 1. Juli 1950 schlossen sich Großenbehringen, Oesterbehringen und Wolfsbehringen zur Gemeinde Behringen zusammen.

## Persönlichkeiten
- Paul Jung (1939–2006), Metallgestalter, Industriedesigner und Hochschullehrer